# Atlantikwald-Klettermaus
Die im östlichen Brasilien verbreitete Atlantikwald-Klettermaus (Rhipidomys mastacalis) ist ein Nagetier in der Gattung der Neuweltklettermäuse. Die Taxonomie dieser Gattung ist noch nicht vollständig erforscht. Trotz genetischer Ähnlichkeit wird die Art aufgrund morphologischer Unterschiede von der Amerikanischen Langschwanz-Klettermaus (Rhipidomys macrurus) getrennt. Einige Populationen von ähnlichen Nagern, die in den 1960er Jahren als Unterarten dieser Art zählten, erhielten später Artstatus.

## Merkmale
Dieses Nagetier wird ohne Schwanz 125 bis 145 mm lang und der Schwanz entspricht ungefähr 120 bis 140 Prozent der Kopf-Rumpf-Länge. Die breiten Hinterfüße erreichen 26 bis 29 mm Länge. Die Ohren sind etwa 18 mm lang und das Gewicht liegt bei 100 g. Oberseits ist graubraunes bis rotbraunes Fell vorhanden und das unterseitige Fell ist cremefarben bis weiß. Auf den Füßen kommt ein dunkelbrauner Fleck vor, der vor den Zehen endet. Auf dem hell- bis dunkelbraunen Schwanz sind überwiegend kurze unscheinbare Haare vorhanden und an der Spitze befindet sich eine kleine Quaste. Die mittelbraunen Ohren sind nicht sonderlich groß, jedoch auch nicht sehr klein. Der schmale vordere Bereich des Schädels (Rostrum) ist typisch für die Art. Der diploide Chromosomensatz besteht wie bei den meisten anderen Gattungsvertretern aus 44 Chromosomen (2n=44).

## Verbreitung
Die Atlantikwald-Klettermaus bewohnt die Region Mata Atlântica im Osten Brasiliens zwischen den Bundesstaaten Pernambuco (laut anderer Quelle Paraíba) und São Paulo. Disjunkte Populationen gibt es in inselförmigen Wäldern weiter westlich. Die Art lebt im Flach- und Bergland bis 1500 Meter Höhe. Die typische Landschaft besteht aus Bergregenwäldern sowie Wolken- und Nebelwäldern. Diese können ursprünglich oder bewirtschaftet sein.

## Lebensweise
Die Exemplare halten sich vorwiegend in Bäumen auf. Sie besuchen gelegentlich Gebäude. Im südlichen Frühling (Oktober/November) waren nur zwei von 17 untersuchten Weibchen trächtig. Als hauptsächlicher Pflanzenfresser wird die Art in Kakaoplantagen als Schädling betrachtet. In tieferen Lagen, die der Feuchtsavanne Llanos entsprechen, wurden zu allen Jahreszeiten Jungtiere registriert. Für die Gattung sind durchschnittlich 3,8 Nachkommen pro Wurf üblich. Populationen von Gattungsmitgliedern, die nicht mehr zu dieser Art zählen, fressen Früchte, Pflanzensamen, Pilze, gelegentlich Insekten.

## Gefährdung
Regional können sich Waldrodungen negativ auswirken. In geeigneten Habitaten kommt die Art häufig vor. Die IUCN listet die Atlantikwald-Klettermaus als nicht gefährdet (least concern).